# Calcio ai XVII Giochi panamericani
I tornei di calcio ai XVII Giochi panamericani di Toronto si svolgono dall'11 al 26 luglio 2015 al Tim Hortons Field (rinominato Hamilton Pan Am Soccer Stadium per i Giochi per gli sponsor) di Hamilton. Le squadre maschili sono delle rappresentative nazionali Under-22, mentre il torneo femminile non ha limiti di età delle giocatrici. I tornei, maschile e femminile, sono composto da otto squadre ciascuno, uomini e le squadre femminili si sfideranno in ogni rispettivo torneo.

## Calendario
| P | Preliminari | S | Semifinali | C | Finale 3°-4° | F | Finale 1°-2° |

| Evento↓/Data → | Sab 11 | Dom 12 | Lun 13 | Mar 14 | Mer 15 | Gio 16 | Ven 17 | Sab 18 | Dom 19 | Lun 20 | Mar 21 | Mer 22 | Gio 23 | Ven 24 | Sab 25 | Dom 26 |
| -------------- | ------ | ------ | ------ | ------ | ------ | ------ | ------ | ------ | ------ | ------ | ------ | ------ | ------ | ------ | ------ | ------ |
| Uomini         |        | P      | P      |        |        | P      | P      |        |        | P      | P      |        | S      |        | C      | F      |
| Donne          | P      |        |        | P      | P      |        |        | P      | P      |        |        | S      |        | C      | F      |        |

## Podi
| Evento                      | Oro     | Argento  | Bronzo  |
| Torneo maschile (dettagli)  | Uruguay | Messico  | Brasile |
| Torneo femminile (dettagli) | Brasile | Colombia | Messico |

## Qualificazioni

### Uomini
| Evento                                                                             | Data                         | Luogo             | Posti | Qualificate                   |
| ---------------------------------------------------------------------------------- | ---------------------------- | ----------------- | ----- | ----------------------------- |
| Paese ospitante                                                                    |                              |                   | 1     | Canada                        |
| Qualificata automaticamente                                                        |                              |                   | 1     | Messico                       |
| Qualificazioni al Campionato nordamericano di calcio Under-20 2015 (Centroamerica) | 17–29 luglio 2014            | El Salvador       | 1     | Panama                        |
| Qualificazioni al Campionato nordamericano di calcio Under-20 2015 (Caraibi)       | 12–19 settembre 2014         | Trinidad e Tobago | 1     | Trinidad e Tobago             |
| Campionato sudamericano di calcio Under-20 2015*                                   | 14 gennaio – 7 febbraio 2015 | Uruguay           | 4     | Uruguay Brasile Perù Paraguay |
| Totale                                                                             |                              |                   | 8     |                               |

- Qualificate le squadre piazzate dal 3º al 6º posto

### Donne
| Evento                                                 | Data                 | Luogo             | Posti | Qualificate                        |
| ------------------------------------------------------ | -------------------- | ----------------- | ----- | ---------------------------------- |
| Paese ospitante                                        |                      |                   | 1     | Canada                             |
| Qualificate automaticamente                            |                      |                   | 1     | Messico                            |
| Qualificazioni alla CONCACAF Women's Championship 2014 | 20–26 maggio 2014    | Guatemala         | 1     | Costa Rica                         |
| Coppa dei Caraibi femminile 2014                       | 19–26 agosto 2014    | Trinidad e Tobago | 1     | Trinidad e Tobago                  |
| Copa America femminile 2014                            | 11–28 settembre 2014 | Ecuador           | 4     | Argentina Brasile Colombia Ecuador |
| Totale                                                 |                      |                   | 8     |                                    |